# Pic del Coll de la Rimaya
El Pic del Coll de la Rimaya és una muntanya de 3.265 m d'altitud, amb una prominència de 19 m, que es troba al massís de la Maladeta, província d'Osca (Aragó).